# 349e division d'infanterie
La  349e division d'infanterie (en allemand : 349. Infanterie-Division ou 349. ID) est une des divisions d'infanterie de l'armée allemande (Wehrmacht) durant la Seconde Guerre mondiale.

## Historique
La 349e division d'infanterie est formée le 25 novembre 1943 en France dans le secteur de Saint-Omer et Calais à partir de personnel de la 217. Infanterie-Division en tant qu'élément de la 21. Welle (21e vague de mobilisation)..
Après sa formation, elle sert comme unité d'occupation, de sécurité et défenses des zones côtières toujours dans le secteur de Saint-Omer et Calais au sein de la 15. Armee dans l'Heeresgruppe D.
En avril 1944, elle est transférée sur le Front de l'Est dans l'Heeresgruppe Nordukraine au sein du XXXXVIII. Armeekorps avec la 4. Panzerarmee, puis la 1. Panzerarmee.
La division est détruite le 5 août 1944.
La division est reconstruite en septembre 1944 en tant que 349. Volksgrenadier Division, précédemment nommée 567. Volksgrenadier Division (partiellement créée en août).

## Organisation

### Commandants
| Date                           | Grade                  | Commandant |
| ------------------------------ | ---------------------- | ---------- |
| 20 novembre 1943 - ? août 1944 | General der Infanterie | Otto Lasch |

## Théâtres d'opérations
- France : Novembre 1943 - Avril 1944
- Front de l'Est, secteur Centre : Avril 1944 - Août 1944

## Ordre de bataille
- Grenadier-Regiment 911
- Grenadier-Regiment 912
- Grenadier-Regiment 913
- Divisions-Füsilier-Bataillon 349
- Artillerie-Regiment 349
  - I. Abteilung
  - II. Abteilung
  - III. Abteilung
  - IV. Abteilung
- Pionier-Bataillon 349
- Feldersatz-Bataillon 349
- Panzerjäger-Abteilung 349
- Divisions-Nachrichten-Abteilung 349
- Divisions-Nachschubführer 349